# Gedeón Guardiola
Gedeón Guardiola, né le 1er octobre 1984 à Petrer, est un handballeur espagnol qui joue au poste de pivot, même s'il s'est peu à peu spécialisé sur les taches défensives.
Champion du monde en 2013 puis double champion d'Europe en 2018 et 2020 avec l'Espagne, il évolue depuis 2018 au sein du club allemand des Rhein-Neckar Löwen et rejoindra en 2020 le TBV Lemgo.
Son frère jumeau Isaías Guardiola (en) est également handballeur professionnel.

## Palmarès

### En club
Compétitions internationales
- Vainqueur de la Coupe de l'EHF (1) : 2013

Compétitions nationales
- Vainqueur du Championnat d'Allemagne (2) : 2016, 2017
- Vainqueur de la Coupe d'Allemagne (2) : 2018 et 2020
- Vainqueur de la Supercoupe d'Allemagne (3) : 2016, 2017, 2018

### En équipe nationale
- Médaille d'or au Championnat du monde 2013
- Médaille de bronze au Championnat d'Europe 2014
- Médaille d'argent au Championnat d'Europe 2016
- Médaille d’or au Championnat d'Europe 2018
- Médaille d’or au Championnat d'Europe 2020
- Médaille de bronze au Championnat du monde 2021
- Médaille de bronze aux Jeux olympiques 2020 de Tokyo